# Ozieri
Ozieri (en sardo: Othieri) es un municipio italiano de aproximadamente 11 000 habitantes, situado en la provincia de Sassari, en el norte de Cerdeña, en la subregión de Logudoro, Italia.

## Evolución demográfica
| Gráfica de evolución demográfica de Ozieri entre 1861 y 2001 |
|                                                              |
| Fuente ISTAT - elaboración gráfica de Wikipedia              |

## Historia
La pequeña ciudad de Ozieri se sitúa en un territorio muy en cuesta, caracterizado por una típica disposición en forma de anfiteatro. Tiene cerca de 11 000 habitantes y su territorio se extiende por una extensión de 273 km². Ozieri es la capital de Logudoro, un territorio del centro norte de la isla, cuyas fronteras corresponden con las que durante la Edad Media pertenecieron al Juzgado de Torres (Giudicato di Torres).

### Edad Antigua
Debido a su posición de dominio sobre la llanura subyacente y a la presencia de anchas cuevas en su territorio, desde la prehistoria ha tenido importancia por el florecimiento de asentamientos humanos. Durante el neolítico, cuando nacen las primeras aldeas, Ozieri ya es un importante centro. De hecho, a causa de los manufactos encontrados en las Cuevas de San Michele, la ciudad da nombre a la civilización que por entonces estaba presente en toda Cerdeña, la cual se conoce como Cultura de Ozieri (3500-2700 a. C.).
Más de 120 nuraghes prueban que también durante la época nurágica los asentamientos humanos siempre fueron numerosos en este territorio. El Nuraghe Burghidu, con su compleja estructura de tres torres es el ejemplo mejor conservado de este periodo.

### De la Edad Media al Resurgimiento

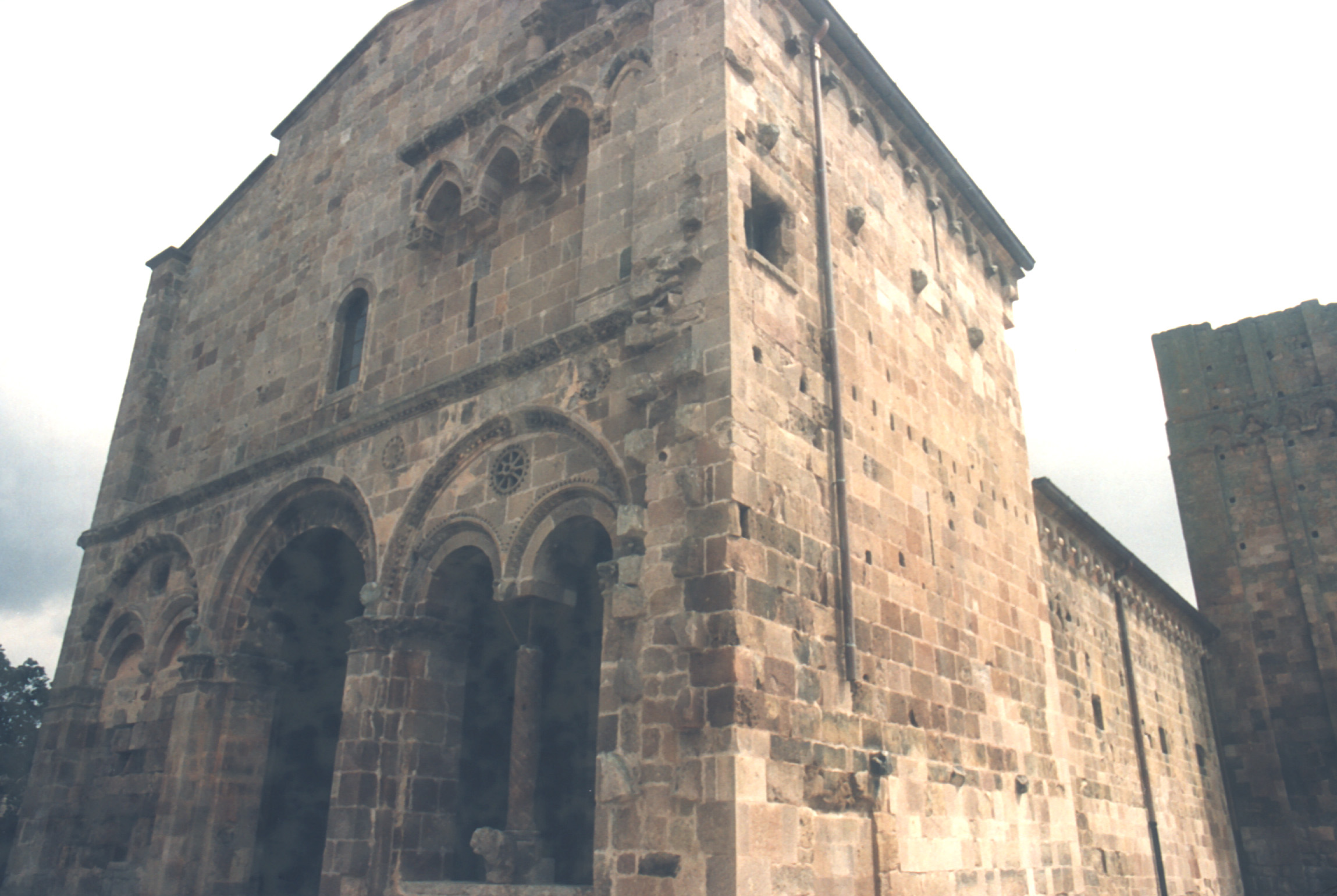
Basílica románica Sant'Antioco di Bisarcio

En la época romana Ozieri fue la encrucijada de los caminos que conectaban la Karalibus con los puertos de Turres y Olbia, testimonio de esta época es el puente romano Pont’Ezzu ( en sardo “puente viejo”), uno de los ejemplos de arquitectura monumental más interesantes e imponentes de toda la zona de Logudoro.
Es justo durante la Edad Media que Ozieri se convierte en el centro principal de Logudoro y adquiere una gran importancia política, económica y militar.
Más tarde, después de haber llegado a ser la principal ciudad de la curatoria de Monte Acuto bajo la dominación española, seguirá creciendo y adquiriendo más importancia durante los siglos, gracias también a la presencia de ricas familias nobles que impulsan el desarrollo de las actividades agrícolas y de crianza.
Adquiere aún más importancia durante el Reino Sardo-piemontés, y por esto en 1836 el rey Carlo Alberto la proclama oficialmente ciudad.

### Ozieri en el Estado italiano
Con el nacimiento del Estado italiano, Ozieri manda como diputado al parlamento a Giuseppe Garibaldi, héroe de los dos mundos, el cual había sido el promotor de muchas importantes iniciativas y obras para la ciudad, como la fundación de una de las primeras escuelas técnicas de toda Italia.
Con el tiempo será justo la educación, uno de los mayores recursos de la ciudad, debido también a la presencia del seminario episcopal. Aún a día de hoy, Ozieri representa un importante centro de educación para una amplia zona del centro-norte de Cerdeña.

## Cultura
Por lo que respecta a la cultura, Ozieri representa para toda Cerdeña, un símbolo unánimemente reconocido. En el siglo XVI un pintor conocido como El Maestro de Ozieri enriqueció varias iglesias del norte de Cerdeña con sus obras de estilo manierista e innovadoras influencias norte-europeas. A finales de 1700 un patricio ozierese, Francesco Ignazio Mannu compuso el himno conocido como “Procurade ‘e moderare barones sa tirannia”, que fue cantado durante los motines revolucionarios de 1794 contra las autoridades piamonteses convirtiéndose en la marsellesa sarda. Durante todo el siglo XIX célebres poetas de Ozieri llevaron de gira su inspiración artística por las plazas de Cerdeña.
En los años ‘50 nace el Premio Ozieri para literatura sarda, que aún hoy después de más de 40 ediciones, representa un pasaje necesario para los autores de poesía y prosa en sardo. Este premio durante varios años ha representado un importante instrumento de codificación de la producción literaria en Cerdeña.
La ciudad ocupa una posición de relevancia también por lo que concierne la música, gracias a la presencia desde hace más de 30 años de un premio llamado “Usignolo della Sardegna” dedicado a los tradicionales cantigos a chiterra; y gracias también a la presencia del Coro de Ozieri, es protagonista de una importante obra de investigación y recuperación de la tradición polivocal.
El casco viejo de Ozieri representa un recurso de gran relevancia cultural y turística. Paseando por éste se pueden ver palacios de influencia española y neoclásica que crean una perfecta simbiosis con iglesias, ex conventos y fuentes. Todo enriquecido por características arquitectónicas tradicionales como las altane, balcones cerrados por columnatas.
Una referencia históricamente importante es sin duda Plaza Cantareddu, lugar de celebración de fiestas, de eventos de la ciudad y de las más queridas exhibiciones de cantadores y poetas improvisadores. Desde aquí se puede llegar fácilmente a la Piazza Garibaldi, antaño llamada Ortu ‘e su Conte, la Piazza della Chiesa y antiguo convento de San Francesco, la Catedral y la monumental Fontana Grixoni, erguida a finales de 1800 en el sitio de otra fuente de época española.
Últimamente una importante obra de recuperación ha ayudado a valorar el casco histórico a través de la manutención del pavimento de las calles y la realización en viejos edificios de museos y centros sociales como el Museo Arqueológico situado en el antiguo Convento delle Clarisse, el Museo de Arte Sagrado, el Centro de documentación de Lengua sarda y el Museo de Panadería. En este ámbito está realizándose un programa de revaloración de las producciones típicas, especialmente del pane fine de Ozieri, conocido también fuera de la isla como Spianata di Ozieri, que prevé la reconstrucción de antiguos hornos y la membresía en la Associazione Nazionale Città del Pane. Otros proyectos prevén la protección y valoración de los dulces típicos de Ozieri: Sospiri y Copulettas, del queso Greviera (producto de importación durante el reino sardo-piemontés) y de los vinos típicos producidos en las colinas de los alrededores de la ciudad.